# Vía Caecilia

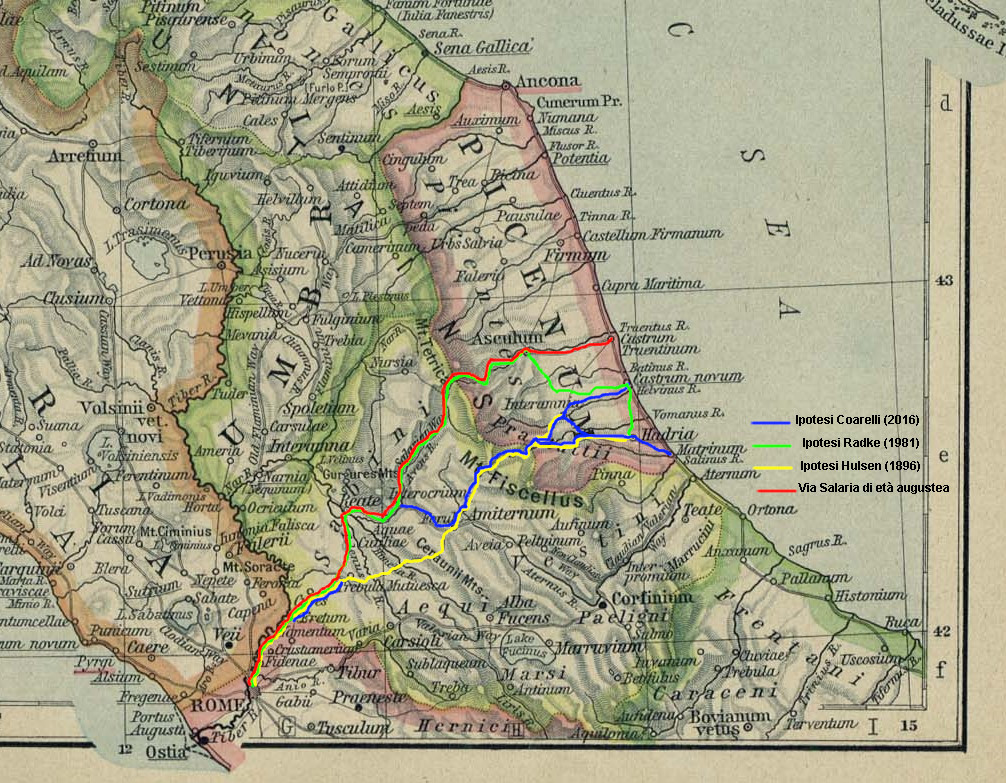
Trazado hipotético de la via Caecilia, 1896.

La vía Caecilia es una antigua calzada romana, que se derivaba de la vía Salaria, situada a 56 km de Roma hasta Amiternum, situada a lo largo del mar Adriático, pasando probablemente por Hatria. Un ramal iba a Interamna Praetuttiorum y luego hasta Castrum Novum, a 243 km de Roma.
Fue mandada construir probablemente por Lucio Cecilio Metelo Diademato (cónsul en 117 a. C.). 